# Chavanne
Pour les articles homonymes, voir Chavannes.
Chavanne est une commune française située dans le département de la Haute-Saône, la région culturelle et historique de Franche-Comté et la région administrative Bourgogne-Franche-Comté.

## Géographie

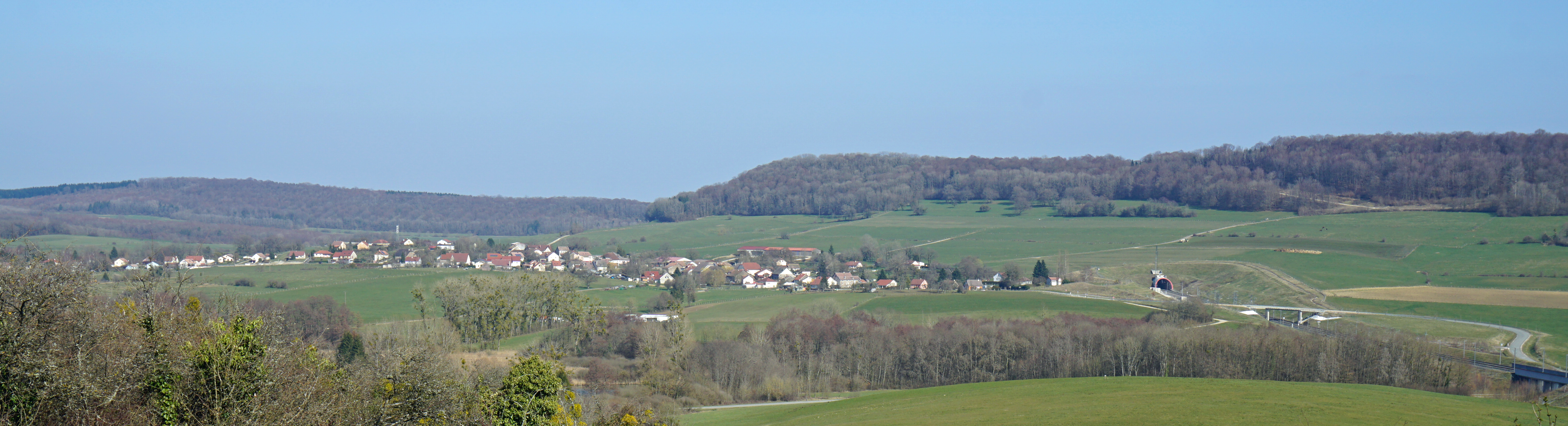
Implantation de Chavanne.

### Géologie
Le territoire communal repose sur le bassin houiller keupérien de Haute-Saône (il fait partie de la concession de Corcelles exploitée de 1589 à 1922) et le gisement de schiste bitumineux de Haute-Saône daté du Toarcien.

### Climat
Pour des articles plus généraux, voir Climat de la Bourgogne-Franche-Comté et Climat de la Haute-Saône.
En 2010, le climat de la commune est de type climat de montagne, selon une étude du Centre national de la recherche scientifique s'appuyant sur une série de données couvrant la période 1971-2000. En 2020, Météo-France publie une typologie des climats de la France métropolitaine dans laquelle la commune est exposée à un climat semi-continental et est dans la région climatique Lorraine, plateau de Langres, Morvan, caractérisée par un hiver rude (1,5 °C), des vents modérés et des brouillards fréquents en automne et hiver.
Pour la période 1971-2000, la température annuelle moyenne est de 9,4 °C, avec une amplitude thermique annuelle de 17,2 °C. Le cumul annuel moyen de précipitations est de 1 234 mm, avec 13,1 jours de précipitations en janvier et 10,7 jours en juillet. Pour la période 1991-2020, la température moyenne annuelle observée sur la station météorologique de Météo-France la plus proche, « Étobon », sur la commune d'Étobon à 10 km à vol d'oiseau, est de 10,7 °C et le cumul annuel moyen de précipitations est de 1 272,5 mm. 
La température maximale relevée sur cette station est de 38,5 °C, atteinte le 24 juillet 2019 ; la température minimale est de −18 °C, atteinte le 1er mars 2005,,.
Les paramètres climatiques de la commune ont été estimés pour le milieu du siècle (2041-2070) selon différents scénarios d'émission de gaz à effet de serre à partir des nouvelles projections climatiques de référence DRIAS-2020. Ils sont consultables sur un site dédié publié par Météo-France en novembre 2022.

## Urbanisme

### Typologie
Au 1er janvier 2024, Chavanne est catégorisée commune rurale à habitat dispersé, selon la nouvelle grille communale de densité à sept niveaux définie par l'Insee en 2022.
Elle est située hors unité urbaine. Par ailleurs la commune fait partie de l'aire d'attraction de Montbéliard, dont elle est une commune de la couronne,. Cette aire, qui regroupe 137 communes, est catégorisée dans les aires de 50 000 à moins de 200 000 habitants,.

### Occupation des sols
L'occupation des sols de la commune, telle qu'elle ressort de la base de données européenne d’occupation biophysique des sols Corine Land Cover (CLC), est marquée par l'importance des territoires agricoles (59,6 % en 2018), en diminution par rapport à 1990 (72,2 %). La répartition détaillée en 2018 est la suivante : 
prairies (43,2 %), zones humides intérieures (16,8 %), zones agricoles hétérogènes (15,7 %), zones urbanisées (12,6 %), forêts (11 %), terres arables (0,7 %). L'évolution de l’occupation des sols de la commune et de ses infrastructures peut être observée sur les différentes représentations cartographiques du territoire : la carte de Cassini (XVIIIe siècle), la carte d'état-major (1820-1866) et les cartes ou photos aériennes de l'IGN pour la période actuelle (1950 à aujourd'hui).

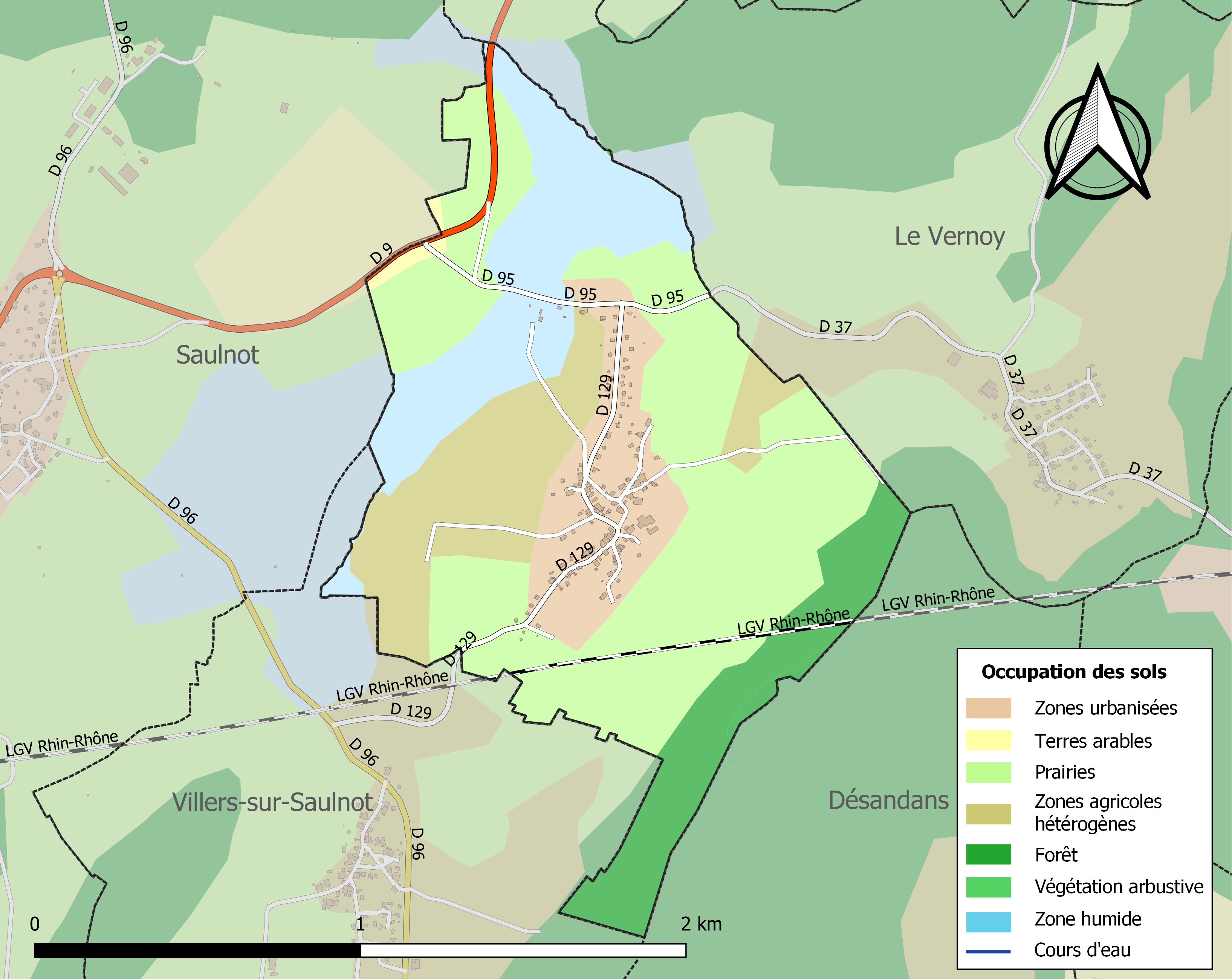
Carte des infrastructures et de l'occupation des sols de la commune en 2018 (CLC).

## Toponymie
Le nom de Chavanne est issu de la langue d’oïl chabanne, du latin cavanas début du IXe siècle, d’origine pré-celtique et se traduit par « cabanne ».

## Politique et administration

Carte départementale représentant en rouge la communauté de communes du Pays d'Héricourt.

### Rattachements administratifs et électoraux
La commune fait partie de l'arrondissement de Lure du département de la Haute-Saône, en région Bourgogne-Franche-Comté.
Elle était historiquement rattachée depuis la Révolution française au canton d'Héricourt. Celui-ci a été scindé en 1985 et la commune rattachée au canton de Héricourt-Ouest. Dans le cadre du redécoupage cantonal de 2014 en France, la commune fait désormais partie du Canton d'Héricourt-2

### Intercommunalité
La commune est membre de la communauté de communes du Pays d'Héricourt, intercommunalité créée au 1er janvier 2001

### Liste des maires

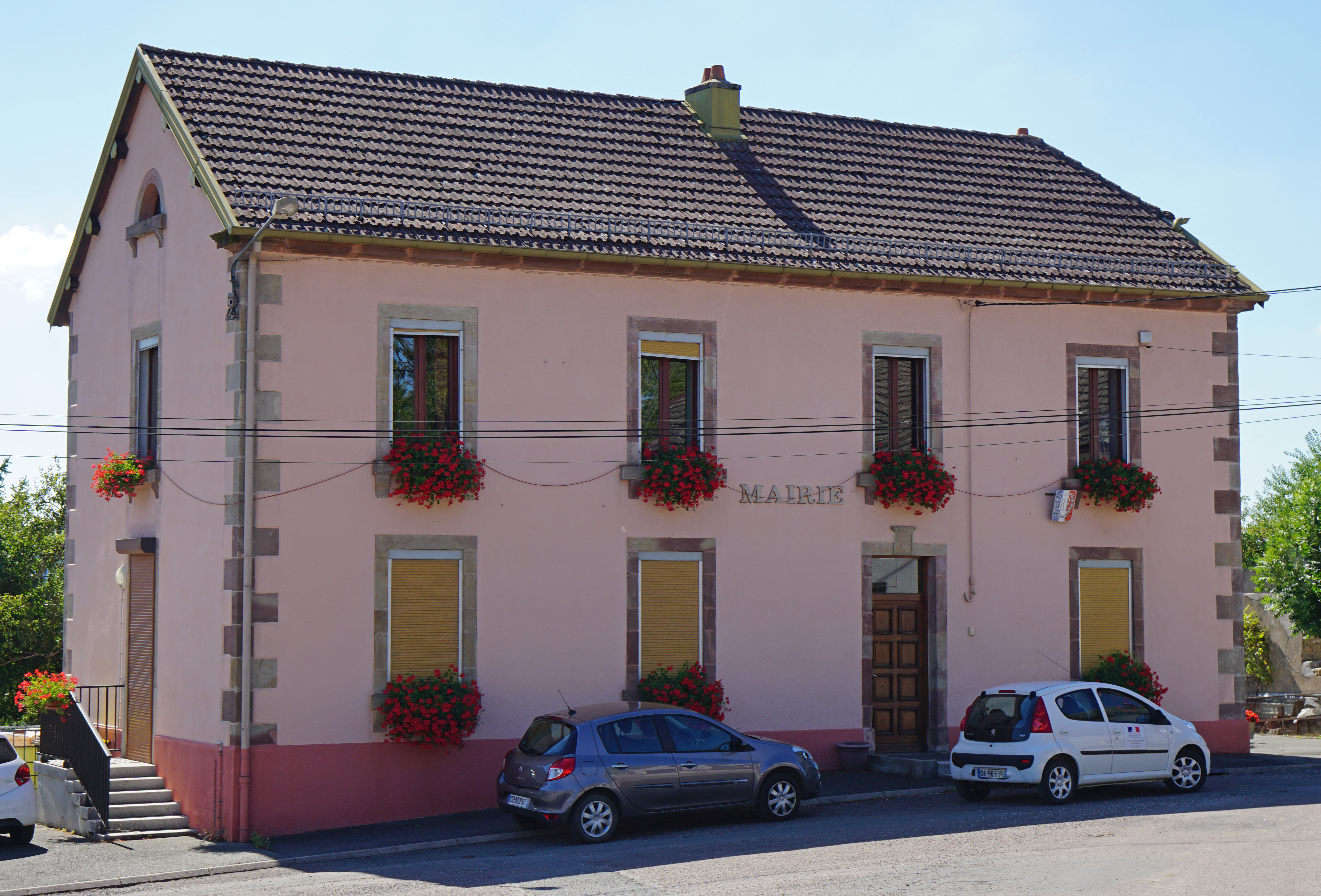
La mairie.

| Période                                  | Période                   | Identité           | Étiquette | Qualité                                 |
| ---------------------------------------- | ------------------------- | ------------------ | --------- | --------------------------------------- |
| Les données manquantes sont à compléter. |                           |                    |           |                                         |
|                                          | 1993                      | Roger Mathis       |           |                                         |
| 1993                                     | En cours (au 24 mai 2020) | Jean-Pierre Mathey |           | Retraité Réélu pour le mandat 2020-2026 |

## Démographie
Les habitants de la commune sont appelés les Chavanniers.
L'évolution du nombre d'habitants est connue à travers les recensements de la population effectués dans la commune depuis 1793. Pour les communes de moins de 10 000 habitants, une enquête de recensement portant sur toute la population est réalisée tous les cinq ans, les populations de référence des années intermédiaires étant quant à elles estimées par interpolation ou extrapolation. Pour la commune, le premier recensement exhaustif entrant dans le cadre du nouveau dispositif a été réalisé en 2005.

En 2022, la commune comptait 215 habitants, en évolution de −8,51 % par rapport à 2016 (Haute-Saône : −1,4 %, France hors Mayotte : +2,11 %).
| 1793 | 1800 | 1806 | 1821 | 1831 | 1836 | 1841 | 1846 | 1851 |
| ---- | ---- | ---- | ---- | ---- | ---- | ---- | ---- | ---- |
| 198  | 220  | 228  | 234  | 266  | 296  | 316  | 310  | 297  |

| 1856 | 1861 | 1866 | 1872 | 1876 | 1881 | 1886 | 1891 | 1896 |
| ---- | ---- | ---- | ---- | ---- | ---- | ---- | ---- | ---- |
| 290  | 322  | 360  | 323  | 337  | 301  | 295  | 260  | 243  |

| 1901 | 1906 | 1911 | 1921 | 1926 | 1931 | 1936 | 1946 | 1954 |
| ---- | ---- | ---- | ---- | ---- | ---- | ---- | ---- | ---- |
| 240  | 242  | 220  | 219  | 191  | 192  | 180  | 168  | 170  |

| 1962 | 1968 | 1975 | 1982 | 1990 | 1999 | 2005 | 2006 | 2010 |
| ---- | ---- | ---- | ---- | ---- | ---- | ---- | ---- | ---- |
| 169  | 177  | 175  | 176  | 191  | 202  | 227  | 227  | 243  |

| 2015 | 2020 | 2022 | - | - | - | - | - | - |
| ---- | ---- | ---- | - | - | - | - | - | - |
| 234  | 222  | 215  | - | - | - | - | - | - |

## Culture locale et patrimoine

### Lieux et monuments
- Le tunnel de Chavanne de la LGV Rhin-Rhône.
- Les fontaines.
- Le monument aux morts.

Début 2017, la commune est « réputée sans clochers ».

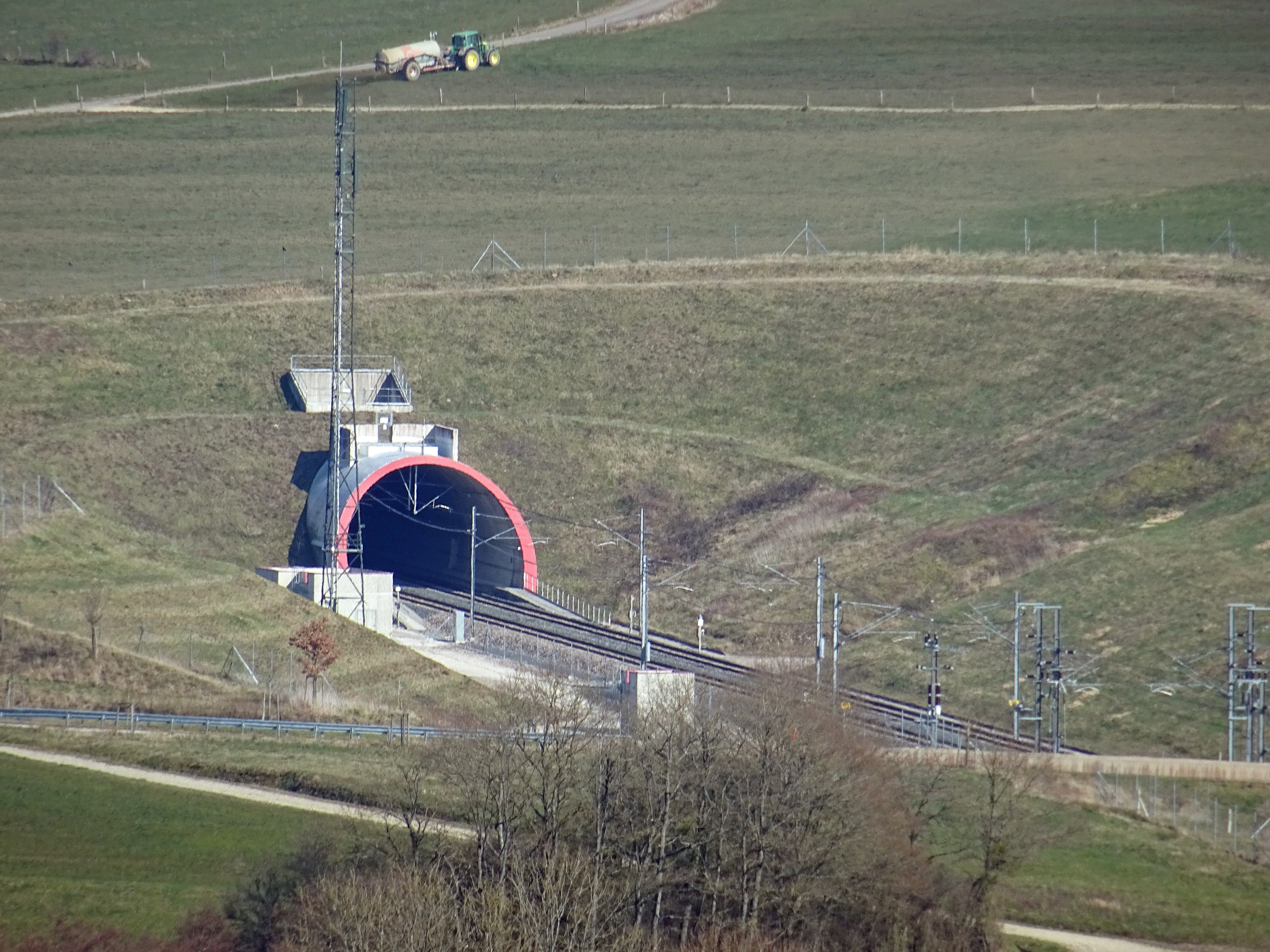
Le tunnel.
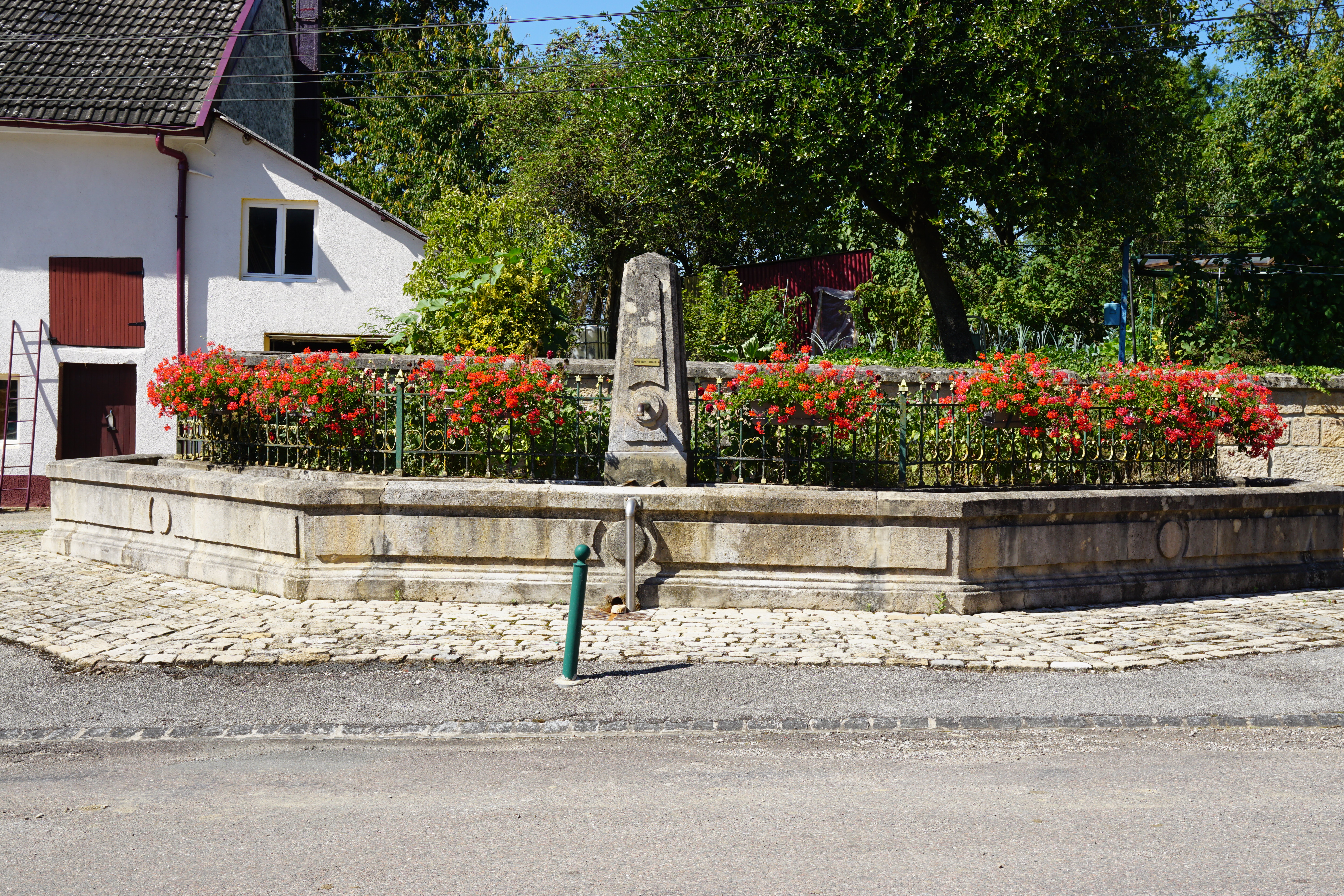
Une fontaine.
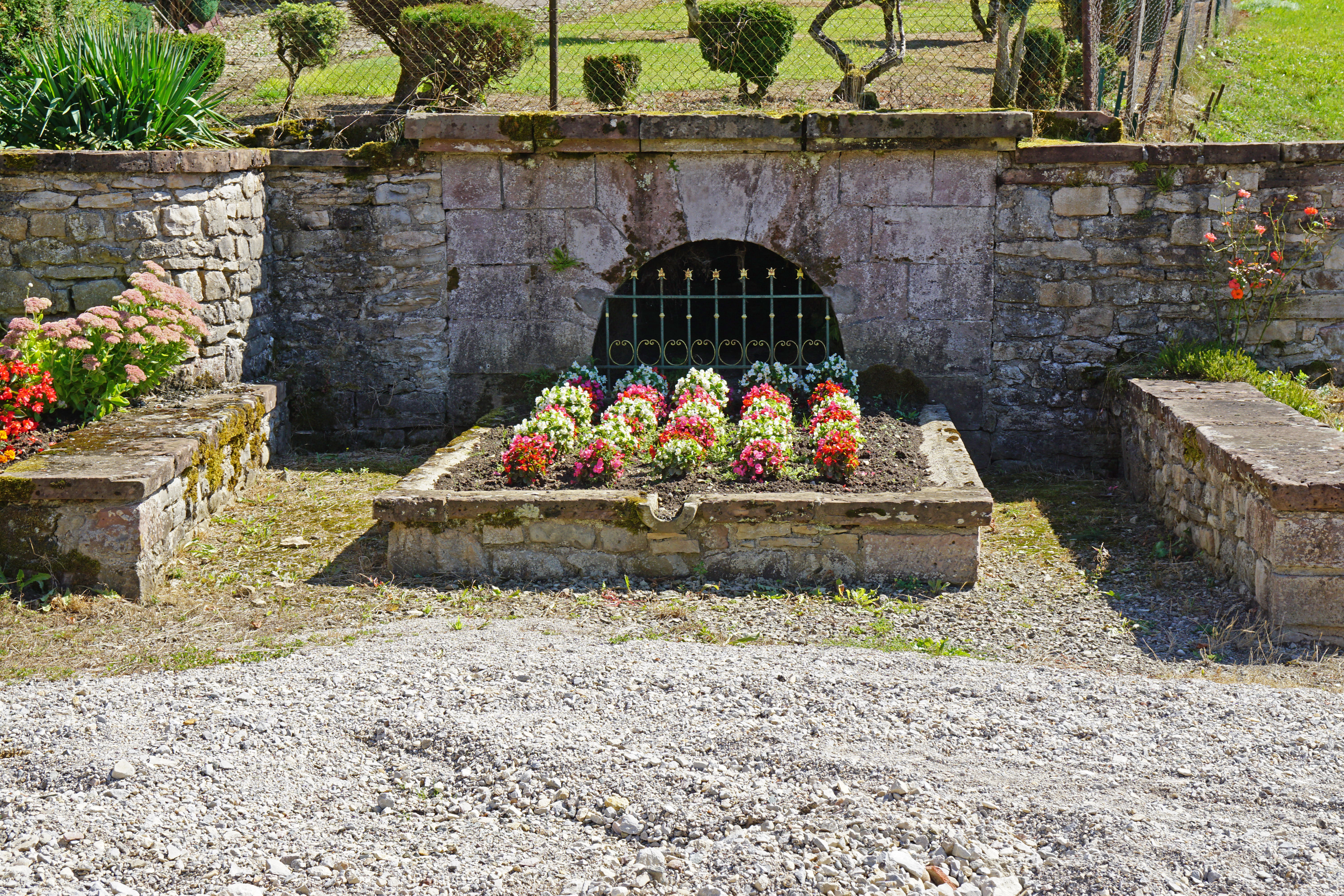
Ancienne fontaine.
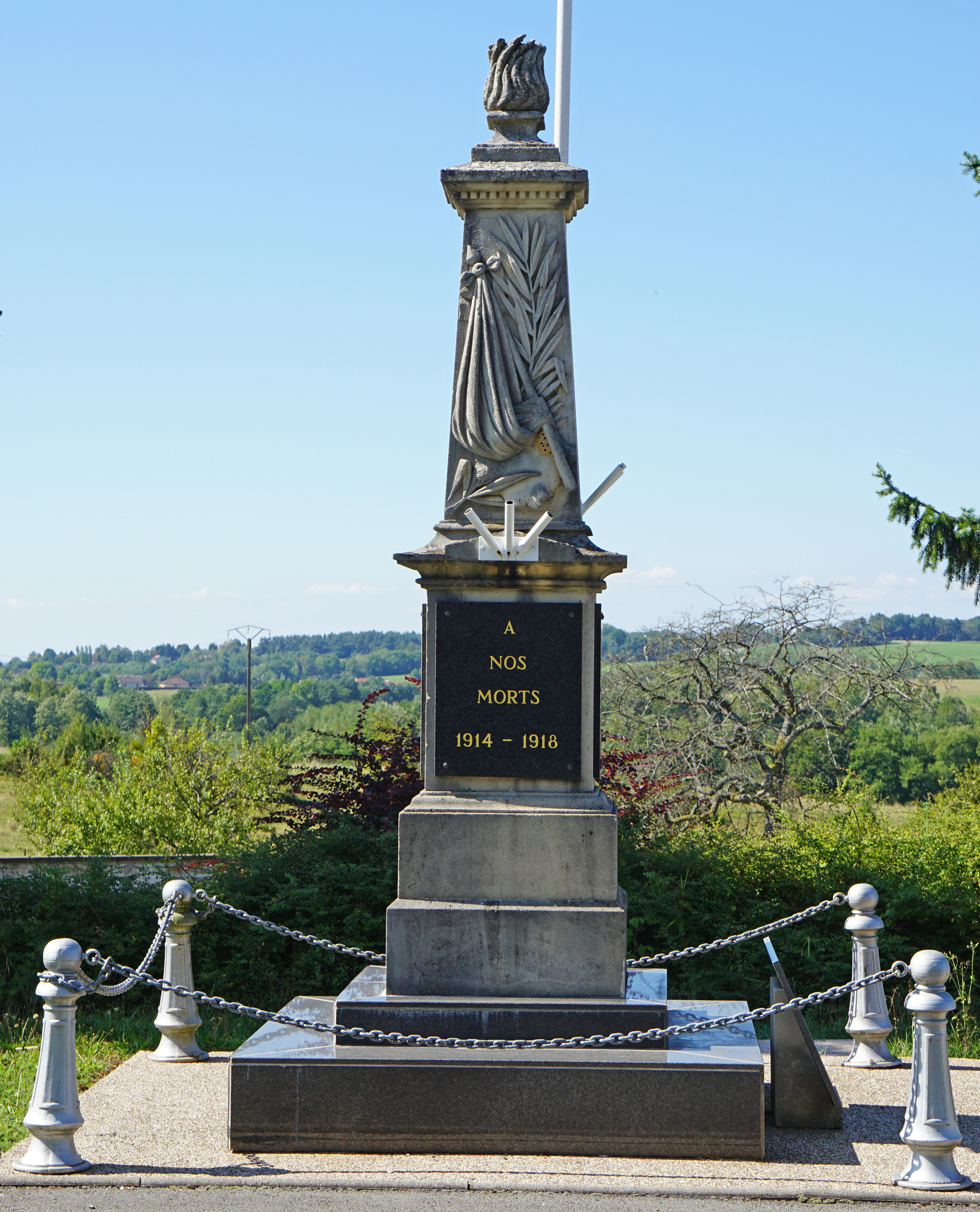
Monument aux morts.